# Comedian Harmonists

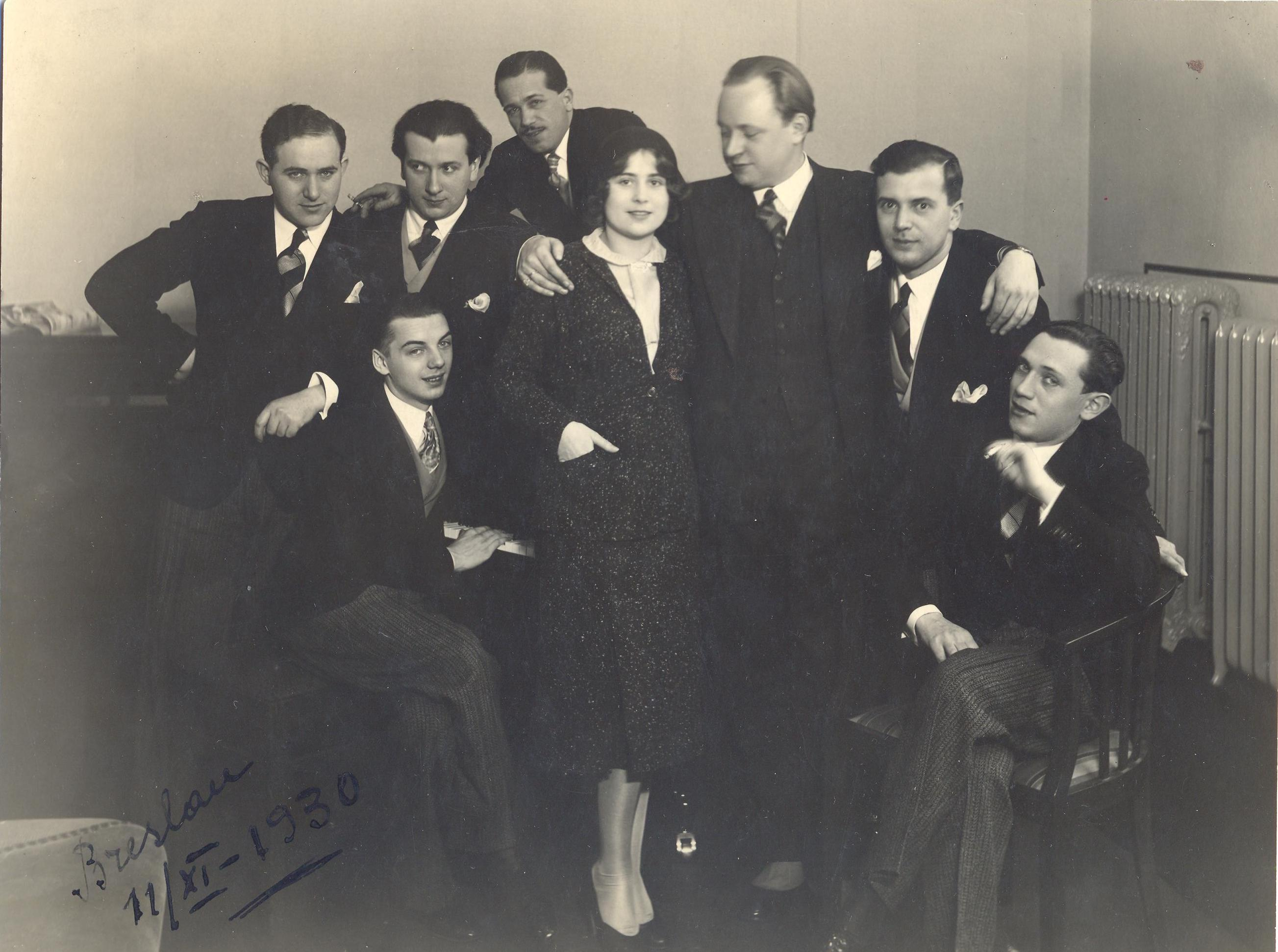
de Comedian Harmonists in 1930

De Comedian Harmonists waren een bekende Duitse zanggroep die ontstond in de jaren 20 van de 20e eeuw. De groep trad op tussen 1927 en 1934 en bestond uit vijf mannelijke zangers en een pianist. Zij gelden als één van de grondleggers van de close harmony muziek zoals we die vandaag de dag kennen. Zij werden, ondanks de crisisjaren, in korte tijd razend populair en tradenin vrijwel alle West-Europese landen  en zelfs in de USA op. Als hoogtepunt geldt wel het optreden aan boord de USS Saratoga voor de hele Amerikaanse marine. Dit optreden werd live uitgezonden op de radio. 
Hun repertoire omvatte populaire Amerikaanse liederen, traditionele volksliedjes, en adaptaties van klassieke werken die in de barbershopstijl werden bewerkt en gezongen.
De Comedian Harmonists zongen op een door de jazz geïnspireerde wijze, met gebruik van falsetstem, en op vaak overdreven ironiserende wijze, hetgeen een komisch effect gaf aan de muziek.
Door het opkomende nazisme in Duitsland in de dertiger jaren en het daarmee groeiende antisemitisme kreeg de groep het steeds moeilijker om in Duitsland op te treden.
Op 1 November 1933 werd de "Verordnung zur Durchführung des Reichskulturkammergesetzes" uitgevaardigd. Die hield in dat iedere kunstenaar lid moest zijn van de "Reichskulturkammer" om te kunnen blijven werken. Joden mochten daar geen lid van zijn. De groep kreeg uitstel tot 1 mei 1934 om lopende contracten na te komen en kon daarna niet meer in Duitsland optreden. Wel volgden er nog optredens in het buitenland. In februari 1935 vond in Noorwegen hun laatste optreden plaats. In Berlijn werd op 13 februari nog een plaat opgenomen. Daarna viel de groep uiteen en drie Joodse leden vluchtten uit Duitsland. De resterende groep werd aangevuld met drie niet-Joodse collegae en trad gedurende de oorlog nog op onder de naam Das Meistersextett. In de jaren 70 herleefde de muziek en werden de vele historische opnamen van de groep hernieuwd uitgevoerd. 
In 1997 werd een docu-drama film gelanceerd over de groep. Hiermee werd deze andermaal aan de vergetelheid ontrukt. Hun muziek leeft voort in het nieuwe millenium en vindt ook vandaag de dag nog steeds heel veel navolging. Groepen als "Berlin Comedian Harmonists" en "The Real Comedian Harmonists" brengen op zeer acceptabele wijze de nummers van de oorspronkelijke groep ten gehore. 

## Leden
- Harry Frommermann (1906 - 1975), buffo-tenor
- Ari Leschnikoff (1897 - 1978), eerste tenor
- Erich Collin (1899 - 1961), tweede tenor
- Roman Cycowski (1901 - 1998), bariton
- Robert Biberti (1902 - 1985), bas
- Erwin Bootz (1907 - 1982), pianist

## Repertoire
- Veronika, der Lentz ist da
- Mein kleiner grüner Kaktus
- Wochenend und Sonnenschein
- Das ist die Liebe der Matrozen/Les gards de la Marine/The way with every Sailor
- Liebling, mein Herz läßt dich grüßen
- Whistle while you work
- Tea for Two
- Ein neuer Frühling wird in die Heimat kommen
- Ein Lied geht um die Welt
- Irgendwo auf der Welt
- Lebewohl, gute Reise
- "Creole Love Call" van Duke Ellington
- Die Dorfmusik
- Ein bißchen Leichtsinn kann nicht schaden
- Hallo, was machst Du heut', Daisy?
- In einem kühlen Grunde
- Marie, Marie
- Ich hab für dich ein Blumentopf bestellt
- Wir sind von Kopf bis Fuss auf Liebe eingestellt
- Wenn ich vergnügt bin, muss ich singen
- An der schönn blauen Donau
- Der Onkel Bumba aus Kalumba tanzt nur Rumba
- Voila, l'Travail
- Muss ich denn zum Städtele hinaus
- Hallo, was machst du heut', Daisy
- Kannst Du pfeifen, Johanna?
- Morgen muß ich fort von hier
- Schöne Lisa
- Schöne Isabella aus Kastilien
- Eine kleine Frühlingsweise
- Auf wiedersehn, my Dear.